# Örvös réce
Az örvös réce (Aythya collaris) a lúdalakúak rendjébe, ezen belül a récefélék (Anatidae) családjába tartozó faj.

## Rendszerezése
A fajt Edward Donovan brit ornitológus írta le 1809-ben, az Anas nembe Anas collaris néven.

## Előfordulása
Kanada és az Amerikai Egyesült Államok területén költ. Vonulás során a Karib-térségen és Közép-Amerikán keresztül Venezueláig is eljut. Kóborló példányai megjelentek Európában is. A természetes élőhelye édesvizű mocsarak és tavak.

## Megjelenése
Testhossza 37–46 centiméter, szárnyfesztávolsága 61–75 centiméter, testtömege pedig 490–910 gramm. A tojó valamivel kisebb, mint a hím. A hím fekete és fehér, a tojó barnás színű.
|  |  |

## Életmódja
Főleg magvakkal, gyökerekkel, gumókkal, levelekkel, szárak fűfélékkel és más vízi növényekkel táplálkozik.

## Szaporodása
A fészekalj 8-10 tojásból áll, melyen 23-25 napig kotlik.

## Természetvédelmi helyzete
Az elterjedési területe rendkívül nagy, egyedszáma pedig növekedik. A Természetvédelmi Világszövetség Vörös listáján nem veszélyeztetett fajként szerepel.